# ورزشگاه لویی دوم
 ورزشگاه لویی دوم  (به فرانسوی: Stade Louis II) ورزشگاهی در شهر موناکو و ورزشگاه خانگی باشگاه فوتبال موناکو و تیم ملی فوتبال موناکو است.
این ورزشگاه در سال ۱۹۳۹ میلادی ساخته شده، گنجایش این ورزشگاه ۱۸٬۵۲۳ است.
ورزشگاه لویی دوم از سال ۱۹۹۸ تا ۲۰۱۲ میلادی، میزبان سوپر جام اروپا بود. همچنین این ورزشگاه در سال ۱۹۸۹ و ۱۹۹۵ میزبان مسابقات جایزه بزرگ اتحادیه بین‌المللی فدراسیون‌های دو و میدانی بود.